# 日本とイラクの関係
本項では、日本とイラクとの関係（アラビア語: العلاقات العراقية اليابانية、英語: Iraq–Japan relations）について述べる。

## 両国の比較
|             | イラク                       | 日本                            | 両国の差               |
| ----------- | ---------------------------- | ------------------------------- | ---------------------- |
| 人口        | 3481万人（2014年）           | 1億2711万人（2015年）           | 日本はイラクの約3.7倍  |
| 国土面積    | 43万7400 km²                 | 37万7972 km²                    | イラクは日本の約1.2倍  |
| 首都        | バグダード                   | 東京                            |                        |
| 最大都市    | バグダード                   | 東京                            |                        |
| 政体        | 議院内閣制                   | 議院内閣制                      |                        |
| 公用語      | アラビア語およびクルド語     | 日本語（事実上）                |                        |
| 国教        | イスラム教                   | なし                            |                        |
| GDP（名目） | 1650億5700万米ドル（2015年） | 4兆1162億4200万米ドル（2015年） | 日本はイラクの約24.9倍 |
| 防衛費      | 131億2100万米ドル（2015年）  | 409億米ドル（2015年）           | 日本はイラクの約3.1倍  |

## 歴史

### イラク王国の独立から王制崩壊まで（1932～1958年）
1932年10月3日、イギリス委任統治領メソポタミアが、ハーシム家のファイサル1世を国王とする立憲君主国イラク王国として独立した。1939年に日本とイラクとの間で国交が樹立され、同年11月に在イラク日本公使館がイラクの首都バグダードに開館された。しかし、既にさかのぼる9月1日に第二次世界大戦が勃発しており、日本とイラクの関係が今後どうなるかは全く予断を許さない状況であった。
第二次世界大戦の影響で、当時のイラクの政局は極めて不安定であった。親英反枢軸国派のヌーリー・アッ＝サイード首相や反英親枢軸国派のラシード・アリー・アル＝ガイラーニー首相などが短期間の政権交代を繰り返すなど、イラクの国論は真っ二つに割れていた。かように不安定なイラクの政局を収束させたのは、大国イギリスによるイラクへの武力介入であった。1941年5月にイギリス軍はイラクを占領し、親枢軸国派のアル＝ガイラーニー首相を追放した。イギリス軍が首相の追放だけでは飽き足らず継続してイラクを占領したことにより、イラクが連合国の側に立って、枢軸国の一角を占めていた日本と袂を分かつことは時間の問題となった。遂に1943年1月17日、イラクは日本を含む枢軸国に対して宣戦布告。その後、日本とイラクは国交を回復することがないまま、1945年8月14日に日本がポツダム宣言を受諾して降伏した。
1952年4月28日にサンフランシスコ講和条約が発効したことにより、日本は国際社会の一員として復帰した。1955年8月18日にイラク王国がサンフランシスコ講和条約を批准し、これにより日本とイラクとの間で約12年半ぶりに国交が回復した。同年12月、在日イラク公使館が東京で開設された。また、第二次大戦のため閉鎖されていた在イラク日本公使館も再開された。しかし、両国の国交回復から3年と経たない1958年7月14日にイラクで王制打倒のクーデターが起こり、革命が成就してイラク共和国が誕生した。

### イラク共和国の成立から湾岸危機まで（1958～1990年）

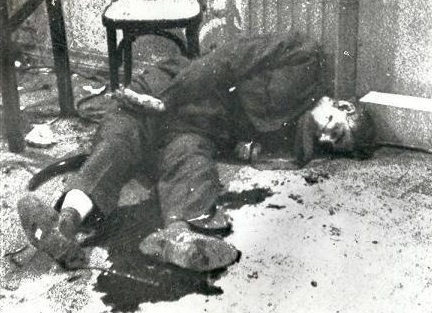
クーデターでイラクの王族を皆殺しにした約4年半後、今度は自身がクーデターに遭って処刑されたアブドルカリーム・カーシム首相（1963年）

1958年の革命によりイラクは一転して東側陣営になったものの、日本との友好関係は継承された。1960年1月、在イラク日本公使館が大使館に格上げ。同年、在日イラク公使館も大使館に格上げされた。1963年2月8日、王政打倒のクーデターの立役者で約4年半ほど権力の座にあったアブドルカリーム・カーシム首相がクーデターに遭って失脚、翌日に処刑される。以後、1968年7月17日にバアス党による無血クーデターが起こってバアス党による一党独裁体制が確立するまで、バアス党とアラブ民族運動の二派を中心とした権力闘争が続くが、いかな凄惨な権力闘争であろうとも、それがイラク国内にとどまる限りは日本との関係を阻害する要因とはならなかった。この間、1964年9月7日には日本とイラクとの間で貿易協定が発効し、1968年5月7日には司法共助取極が発効している。
1968年7月にイラクでバアス党による一党独裁体制が確立したが、この頃から日本とイラクの関係は際立った強化を見せ始めた。1970年代には両国の間で3つの協定が結ばれ、1974年11月11日に技術協力協定が発効、1979年3月7日に文化協定と航空協定が発効した。民主主義体制の日本と一党独裁体制のイラクとでは価値観が相容れないようにも見えるが、1973年と79年の石油危機により産油国イラクとの関係強化が急務となっていた日本と、1968年に世界第二の経済大国に躍り出たばかりの新興国日本（その後、2009年まで約40年に渡って2位を維持）との経済協力や技術協力を必要としていたイラクとの間で、利害が一致したのである。
1979年にイラクの隣国イランで革命が起こって王制が倒れ、イスラム共和国が成立すると、同年11月に首都テヘランのアメリカ大使館に暴徒が乱入してアメリカ人を人質に取る事件が起こるなど、ホメイニー師率いるイランはアメリカとの敵対姿勢を露わにした。1980年4月、アメリカはイランに国交断絶を通告し、経済制裁を発動した。また、少なからぬシーア派住民を抱える湾岸諸国にとっても、イランの革命の輸出による王制転覆は考え得る最悪のシナリオであった。去る1979年7月17日にイラクの大統領に就任したばかりのサッダーム・フセインは、こうしたアメリカや湾岸諸国の反イラン感情を奇貨として、1980年9月22日、イランに対して戦争を仕掛けた。サッダーム大統領の目論見は図に当たり、アメリカと湾岸諸国からの支援はもとより、ソビエト連邦やヨーロッパ諸国からも支援を得ることに成功した。日本も引き続き戦時体制のイラクとの交流を保ち、民間企業の住友商事なども現地の拠点を引き揚げずに商売を続けていた。イランとイラクの戦争は1988年8月20日まで続いたが、この8年弱に渡る戦争を仕掛けたサッダーム大統領が国際的に糾弾されることはなく、日本とイラクの関係もまた良好なものであり続けた。1989年1月、昭和天皇が崩御。イラクからは、マアルーフ副大統領、ザハウィ上級外務次官、アルリファイ駐日大使及び夫人の4名が大喪の礼に参列した。

### イラクのクウェート侵攻からサッダーム政権の崩壊まで（1990～2003年）
1990年8月2日、イラクのサッダーム大統領はクウェートに対して戦争を仕掛けた。先年のイランは8年の戦争を戦い抜くことができたが、小国のクウェートはイラク軍を相手にまともに抗戦することも叶わず、首長のサバーハ家一族は、射殺されて殉国したシェイク・ファハド・アル＝サバーハを除いてみな国を捨てて逃亡し、8月4日にはイラク軍がクウェート全土を占領した。戦術的には、イラクの完全勝利である。だが、諸外国から諸手の賛成を受けたイラン侵攻とは正反対に、クウェート侵攻は、イラク軍の即時無条件撤退を求める国連安保理決議660やイラクへの経済制裁を科す同決議661が立て続けに採択されるなど、国際的な非難を浴びる結果となった。イラクは、戦術で勝って戦略で負けたのである。翌1991年1月17日には常任理事国の米英仏（中ソは不参加）や湾岸諸国から構成された多国籍軍による軍事侵攻を受けて（湾岸戦争）、イラクは多国籍軍の攻勢を支え切れず3月3日に停戦を受け入れた。
イラクによるクウェート侵攻は、日本とイラクの関係を決定的に悪化させた。特筆すべきは、サッダーム政権のイラクが500人以上もの日本人をバグダード市内の「マンスール・メリア・ホテル」に閉じ込めて人質として拘束した事件である。当時、イラクのスポークスマンが「彼らは人質ではなくゲストだ」などという支離滅裂な抗弁をして、お茶の間を騒がせていたことは記憶に新しい。日本は、国連安保理決議661を通じてイラクを制裁した。また、もともと1990年11月中旬に執り行われた明仁天皇の即位の礼にはクウェート侵攻が起こる前にイラク要人を招待していたのだが、クウェートの侵攻を受けて宮内庁と外務省はイラク人の招待を取り消した。翌1991年1月には、海部俊樹首相がイラクに対してクウェートの侵攻・併合を抗議。同年9月、在イラク日本大使館から大使を引き揚げた。事実上の国交断絶である。
2003年3月20日、アメリカ軍を中心とした有志連合がイラクに侵攻。同年4月9日、バグダードが陥落。サッダーム政権の崩壊が白日の下に晒された。

### イラクの戦後復興および新イラク共和国の成立後（2003年～）

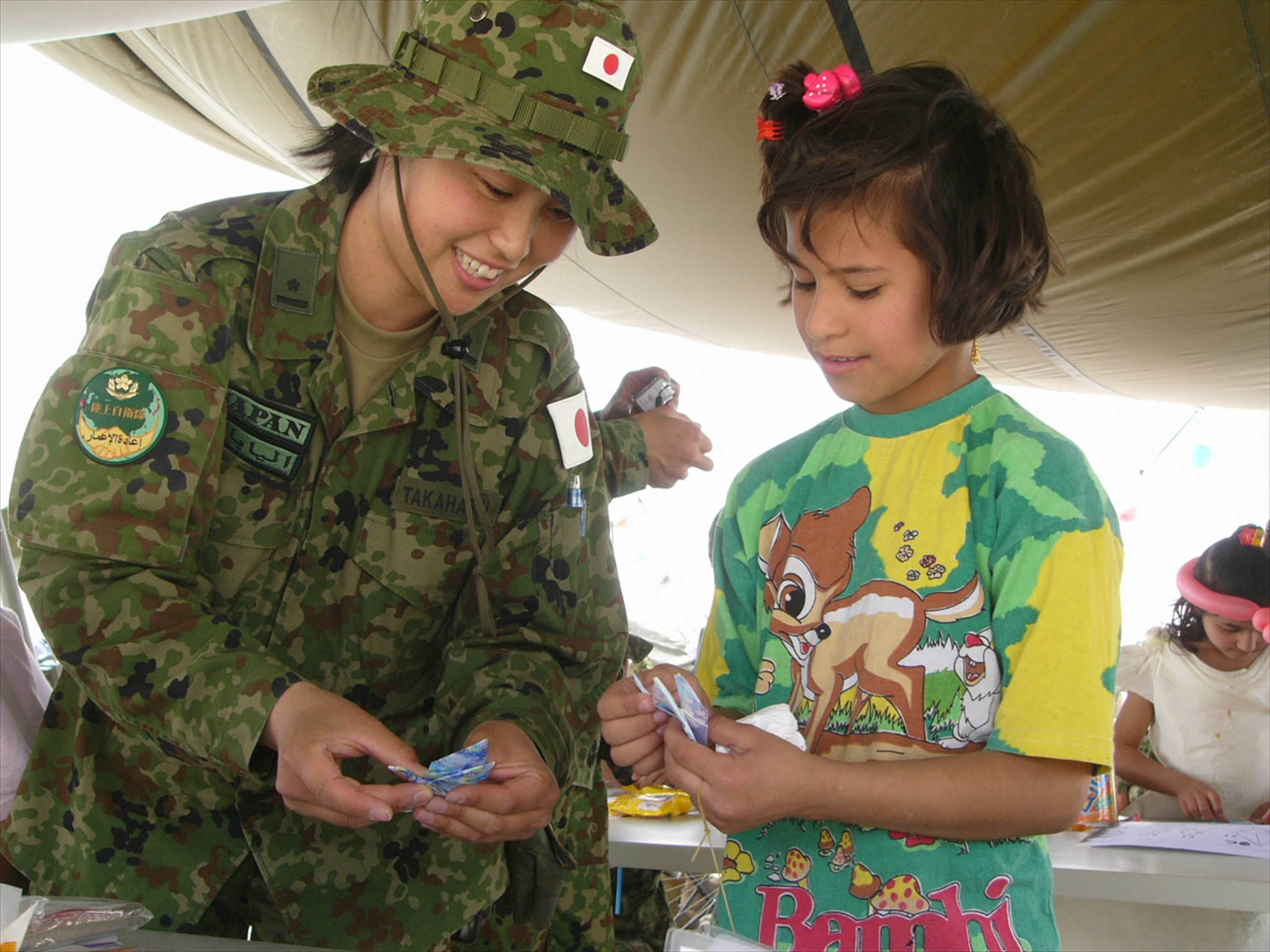
イラク特措法に基づく活動の一環として、イラク人の少女に折り紙を教える隊員

2003年7月、小泉純一郎首相の強い指導力のもとイラク特措法が成立し、同年12月には自衛隊がイラクに派遣されてサマーワを拠点に復興支援活動に当たった。陸上自衛隊は2006年7月まで、航空自衛隊は2008年12月まで活動した。特に、第一次復興業務支援隊長を務めた佐藤正久1等陸佐は現地のイラク人たちと良好な関係を築き、自衛隊が最初に架けた橋に現地住民が「Sato Bridge」（佐藤の橋）と命名するほどの好意を寄せられた。任務を無事に遂行して帰国した佐藤1佐はイラク復興支援活動で大いに名を上げ、2007年1月には自衛隊を退職、同年7月に行われた第21回参議院議員通常選挙に自民党の比例区公認候補として立候補して、初当選を果たしている。
2004年6月28日、イラク暫定政権が発足したことを受けて、日本は同政府を承認。約12年半ぶりに日本とイラクの正式な国交が回復した。2006年5月20日、イラクで初となる民主選挙によるイラク正式政府が発足。2014年2月25日、日本とイラクの両国間で投資協定が発効。2015年1月17日、エジプトの首都カイロで開催された日エジプト経済合同委員会の席上において、安倍晋三首相は「ISILと闘う周辺各国に、総額で2億ドル程度、支援をお約束します」と公式に述べて、反ISIL（いわゆる「イスラム国」）およびイラク支持の姿勢を明確に打ち出した。

## 経済関係

### 貿易関係
イラクは、確認石油埋蔵量1400億バレル（2014年1月推定、CIA）という豊富な石油資源を有する世界第5位の産油国である。原油生産量は日産380万バレル（2015年4月、IEA）で、うち一日当たり298万バレルが輸出に充てられており（2015年3月、イラク石油省）、その中から一日当たり6万4100バレルほどが日本へ輸出されている（2014年12月、経済産業省「石油統計」）。
日本とイラクの貿易取引高はそれほど多くなく、2014年の日本からイラクへの輸出が約613億円、イラクから日本への輸入が約1632億円であり、日本から見れば約1019億円の貿易赤字となっている。2015年のイラクの輸出相手国・地域のランキングにおいても、日本は、中国（イラクの輸出全体に占める割合の23.9％）、インド（21.4％）、韓国（11.8％）、アメリカ（8.6％）、イタリア（7.1％）、ギリシャ（6.5％）、オランダ（3.5％）、台湾（2.6％）、スペイン（2.4％）、シンガポール（1.9％）に次いで11位（1.9％）を占めているに過ぎない。
イラクから日本への輸出品目は専ら（もっぱら）石油であり、イラクが日本から輸入している品目は自動車・鉄鋼製品・機械類などである。1990年の湾岸危機から2003年のイラク戦争にかけての時期には日本とイラクの商取引に中断が見られたものの、両国が必要とする需要品目の傾向は基本的に大きく変わっていない。バアス党政権時代も含めて、日本からイラクへの輸出や現地進出は主に商社が担っている傾向にある。
例えば住友商事の場合、1965年からトヨタの自動車をイラクに輸出し始めており、イラン・イラク戦争のあった1980年代には年間7万台の自動車をイラクに輸出するようになっていた。サッダーム政権に対する経済制裁が科されて日本とイラクの公式な関係がほぼ途絶していた時期にも、何度かヨルダンから陸路でイラク入りするなどして関係を繋ぎ止めており、これはイラク戦争終結後の日本からイラクへの自動車輸出の再開という形で結実した。通常の舗装道路だけではなく砂漠の悪路での走行性能や耐久性能、耐暑性能をも問われるイラクにおいて、トヨタの自動車は非常に高く評価されており、イラクやシリアを侵略する国際テロ組織ISIL（いわゆる「イスラム国」）がランクルを愛好しているほどである。

### 資源プロジェクト「サウス・ガス・ユーティライゼーション・プロジェクト」
三菱商事がイラク石油省とロイヤル・ダッチ・シェルの完全子会社サウス・ガス・カンパニー（South Gas Company、以下SGC）と協力して立ち上げた、バスラ・ガス・カンパニー（Basrah Gas Company、以下BGC）による南部ガス回収・有効利用プロジェクト「サウス・ガス・ユーティライゼーション・プロジェクト」（South Gas Utilization Project）は、商社のイラク進出の重要な例として挙げられる。このプロジェクトは、原油生産に随伴して産出される日量7億立方フィートもの膨大な天然ガス資源（日本の天然ガス総需要の約7％に相当）が有効活用されないままフレアー（燃焼処理）されてしまっているのを、回収、有効利用することを狙いとするものである。まず2008年9月、ロイヤル・ダッチ・シェルがイラク石油省との間で同省傘下のサウス・ガス・カンパニーと共にプロジェクトを推進する合弁会社を設立する旨の覚書を交わすことから始まり、2009年8月には、同プロジェクトに三菱商事が参画し、三菱商事がBGCの株式5％を取得する合意を締結した。2011年11月15日に同合意がイラク政府閣議承認を得たことでBGCが正式に発足、その出資比率は、SGCが51％、シェルが44％、三菱商事が5％となった。加えて同月中、独立行政法人日本貿易保険（NEXI）が三菱商事の出資に対して「イラクの非常危険」を対象とした海外投資保険を引き受けている。2013年5月、約1年半に渡った事業化調査を終え、BGCはイラク南部の三つの油田（ルメイラ、ズバイルおよびウェストクルナフェーズ1）から随伴で産出されるガスを全量回収・精製・分離して、発電用ガス・液化石油ガス・コンデンセートを生産する事業が操業開始された。原油価格の暴落という一点を除けば同プロジェクトは順調で、2016年2月、BGCのサイモン・ダマン・ウィレムス社長 (Simon Daman Willems, Managing Director) は「当社は現在、毎日6億立方フィート以上のガスを処理しており、向こう数年で更に処理能力を成長させて行こうという野心的な目標を持っている。」と語り、2015年12月に日産2200トンだったLPGの生産量が、2016年1月には日産3300トンに上昇したことを付言した。

## 要人往来

### イラク王国時代（1932～1958年）

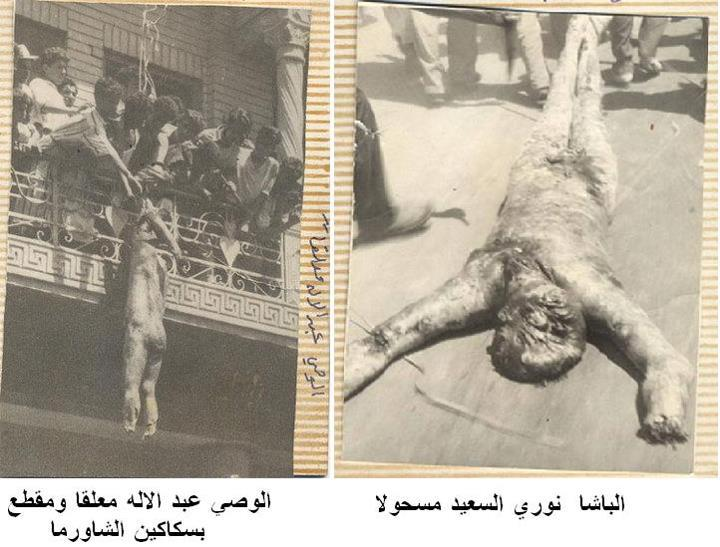
訪日後わずか1年足らずでクーデターに遭い、殺害された後、顔を潰されて手足をもがれ、遺体を晒し者にされたアブドゥル＝イラーフ王太子（1958年）

1957年11月、イラクの王太子アブドゥル＝イラーフが訪日。それから1年足らずの1958年7月、イラクで王政が打倒されて王族が皆殺しにされた。今後、同族のヨルダン王室などから王族を迎えるなどの王政復古が起こらない限りは、これが史上最後のイラク王族の訪日となる。

### 旧イラク共和国時代（1958～2003年）
1979年4～5月、三笠宮崇仁親王と同妃がバアス党政権のイラクを親善訪問。以後、日本の皇族がイラクを訪問したことはないので、これが日本の皇族がイラクを訪問した最後の例になっている。
1987年9月、倉成正外務大臣がバグダードを訪問、これがバアス党政権のイラクを日本の外相が訪問した最後の例である。

### 新イラク共和国時代（2004年～）
2004年12月、大野功統防衛庁長官が自衛隊の駐屯していたイラク南部のサマーワを訪問。同月、政権与党の武部勤自民党幹事長と冬柴鐵三公明党幹事長がサマーワを訪問。翌2005年12月にも、額賀福志郎防衛庁長官がサマーワを訪問。
2006年8月、麻生太郎外務大臣が現役の外相として初めてバアス党政権崩壊後のバグダードを訪問。2008年6月、甘利明経済産業大臣が現役の財相として初めてバアス党政権崩壊後のバグダードを訪問。2009年1月、安倍晋三元内閣総理大臣（当時は麻生内閣）が首相経験者として初めてバアス党政権崩壊後のバグダードを訪問。
2005年11月、ホーシュヤール・ズィーバーリー外相が、バアス党政権崩壊後のイラクの現役外相として初めて訪日。同年12月、イブラーヒーム・アル＝ジャアファリー首相が、バアス党政権崩壊後のイラクの現役首相として初めて訪日。

## 外交使節

### 駐日イラク特命全権大使
- イブラヒム・ファドリ（1957～1959年[28]、イラク王国公使～1958年7月14日よりイラク共和国公使、信任状捧呈は10月31日[29]）
  - （臨時代理公使）Rafid Al-Askari（1959～1960年[30]）
- ファーディル・ワヒード（1960～1964年[30]、信任状捧呈は3月21日[31]）
- ファイサル・ハビーブ・アル・ハイザラーン（1964～1972年[30]、信任状捧呈は11月30日[32]）
- アル・サイイド・ジャーセム・カーゼム・アル・アッザーウィ（アラビア語版）（1972～1973年、信任状捧呈は3月30日[33]）
- アル・サイイド・ムンダル・タウフィーク・アル・ウァンダーウィ（1973～1975年、信任状捧呈は2月16日[34]）
- カハターン・ルトゥフィ・アリ（1975～1986年、信任状捧呈は9月17日[35]）
- ラシード・ムハンマド・サイード・アッ＝リファーイー（1986～1993年、信任状捧呈は10月22日[36]）
  - ※1993～2004年はイラクから日本への駐箚なし
- ガーニム・アル・ジュマイリ（アラビア語版、英語版）（2004～2009年[37]、信任状捧呈は11月2日[38]）
  - （臨時代理大使）ウィリアム・イシャヤ・オディショ（英語版）（2009年[39]）
  - （臨時代理大使）ムクリス・アリ・ラジャブ（2010年[40]）
- ルクマン・フェーリ（英語版）（2010～2013年[41]、信任状捧呈は6月25日[42]）
  - （臨時代理大使）ムクリス・アリ・ラジャブ（2013年[43]）
- アラー・アブドゥルマジード・アル＝ハーシミー（2013～2015年、信任状捧呈は7月10日[44]）
  - （臨時代理大使）ナダ・カーリド・ジャーシム・アル・シャマリ（2015～2016年[45]）
- ハサン・ジャナービー（アラビア語版）（2016年、信任状捧呈は3月30日[46]）
  - （臨時代理大使）ラハマーン・ロアン・モホセン・アルジョゼリー（2016～2018年[47]）
- ハリール・イスマーイール・アブドゥルサーヒブ・アル・ムーサウィー（2018～2021年[48]、信任状捧呈は4月11日[49]）
  - （臨時代理大使）ドビャン・シャマム・ハサン・ハサン（2021年[50]）
- アブドゥル・カリーム・トオマ・メヒディー・カアブ（2021～2023年、信任状捧呈は12月22日[51]）
  - （臨時代理大使）ウィサム・アブドゥルサッター・ハサン・アッサラフ（2023～2024年[52]）
  - （臨時代理大使）ペワン・ジャセム・イブラヒム・ザウィタイ（2024年～[53]）